# Пульгасари (фильм)
«Пульгаса́ри» (кор. 불가사리) — фильм южнокорейского режиссёра Син Сан Ока, снятый им в КНДР в 1985 году в жанре фантастического боевика, во время похищения режиссёра властями КНДР. Многие источники называют этот фильм «коммунистическим Годзиллой».

## История создания
По прямому указанию сына и преемника лидера КНДР Ким Чен Ира было организовано похищение талантливого южнокорейского режиссёра Син Сан Ока. Он, проведя несколько лет в тюрьме, согласился работать на пропагандистский кинематограф этой страны. В качестве одного из сюжетов была выбрана национальная легенда XIV века о чудовище Пульгасари — помеси буйвола, медведя, слона и тигра, питающегося железом. Для создания подлинного образа монстра были приглашены 700 японских специалистов по декорациям и спецэффектам, которые согласились приехать только под личные гарантии Ким Ир Сена. Выход фильма, воспринятый Ким Чен Иром как творческая победа кинематографа коммунистической Кореи, позволил режиссёру с женой Чхве Ын-хи выехать в Австрию для переговоров о прокате. В Вене им удалось избавиться от слежки и обеспечить себе политическое убежище в посольстве США. Имя Син Сан Ока было надолго удалено из титров и восстановлено судом для международного проката только в конце 1990-х годов.

## Сюжет
Корея, XIV век. Несправедливый правитель угнетает крестьян, отбирая последнее, и даже мотыги, которые могли бы стать оружием бунта. Деревенский кузнец-старик должен перековать инструменты на оружие против крестьян, но втайне возвращает им инструменты. Его заключают в тюрьму. Перед голодной смертью в тюрьме из рисовых зёрнышек делает игрушку-монстра Пульгасари и передаёт её своим детям. Игрушка оживает от капли крови его дочери, питается железом и растёт на глазах. Он встаёт на сторону угнетённых крестьян. Постепенно Пульгасари превращается в огромное чудовище, каждый коготь которого — размером с человека. Крестьяне устраивают праздничное веселье в честь своего защитника. Войска императора страны всячески пытаются уничтожить монстра, но стрелы его не берут. При попытке сжечь заживо, Пульгасари «охлаждается» в воде, буквально сваривая солдат императора. Наконец советник императора находит в селе колдунью, которая изгоняет из монстра дух кузнеца. Пульгасари падает в яму, его засыпают камнями. Зачинщиков восстания казнят на виселице, среди них — Инде, желающий, чтобы его голову поместили над Южными воротами, дабы он посмотрел на падение императора. Дочь кузнеца Ами тайно проникает в лагерь врага и с помощью своей крови возвращает силы Пульгасари.
Армия крестьян под руководством Пульгасари идёт штурмовать замок императора. Последней надеждой правителя остаются два  секретных якобы сверхмощных супероружия — «Лев-пушка» и «Генерал-пушка». Ядра  отскакивают от Пульгасари, а проглоченное ядро монстр буквально выплёвывает в сторону врага. Пульгасари убивает тирана и разрушает его резиденцию. Освобождённый народ ликует.
Запасы железа иссякают. Голодный Пульгасари начинает есть сельскохозяйственные инструменты крестьян. Дочь кузнеца Ами звонит и прячется в колокол, который и начинает поедать монстр. Она умоляет его исчезнуть с лица Земли, опасаясь, что он съест всё железо и его заставят нападать на другие страны. В том просыпается нечто похожее на совесть и он саморазрушается на тысячи мелких осколков. Одновременно из океана выходит маленький Пульгасари-ребёнок, который превращается в духовную субстанцию, воссоединяющуюся с Ами. Есть надежда, что она вернулась к жизни...

## В ролях
- Ли Гвон — кузнец
- Чхан Сон Хи — Ами, его дочь
- Соп Хам Ги — Индэ, лидер восставших
- Джон Йю — мать Индэ
- Пак Ён Хок — правитель-феодал
- Сацума Кэмпатиро — актёр в кукольном костюме Пульгасари

## Художественные особенности
«Пульгасари» — прямая аллюзия и критика капитализма, как политико-экономической системы (вызревает в недрах феодализма и разрушает его, начинает неуёмное потребление ресурсов). Одновременно с этим дополнительной идеологической моралью, выдвигаемой продюсером фильма Ким Чен Иром, является идея народной революции.

## Критика
- Stomp Tokyo, интернет-ресурс для обсуждения азиатских кайдзю-фильмов: «„Пульгасари“ не вызовет симпатии у каждого, разве что у истинных приверженцев монстров-гигантов. <…> Слишком большой упор сделан на идеологические аспекты истории: достаточное количество лизоблюдства в сторону своего правительства говорит о том, что фильму необходимо больше раскрывать персонажей, чем проповедовать идеи Макиавелли»[3].
- «Да, история создания фильма — история о похищении, тюремном заключении, попытки промывания мозгов и, в конце концов, побеге — это даже интереснее, чем сам фильм. Да, есть беспорядочность в постановке, нестабильность актёрской игры и некоторые вопросы к спецэффектам. Но, говоря в целом, политическая подоплёка, масштабные действия, эффектные батальные сцены и достойная разрушающая сила монстра могут компенсировать такие неудачи, как слабые комбинированные съёмки, пенопласт декораций и другие кинематографические оплошности… если вы на это согласны»[4].